# 柠檬色垂头菊
柠檬色垂头菊（学名：Cremanthodium citriflorum）为菊科垂头菊属的植物。分布于缅甸东北部以及中国大陆的云南等地，生长于海拔4,000米的地区，见于高山草地，目前尚未由人工引种栽培。